# Ruggburg
Die Ruggburg ist die Ruine einer Spornburg auf einem Bergsporn in halber Höhe des Westabhangs des Pfänderrückens im Gemeindegebiet von Eichenberg in Vorarlberg. Die an der Burg vorbeiführende Obere Tiroler Salzstraße von Bad Hall nach Lindau erreicht das Bodenseeufer bei Lochau unweit der alten Reichsstädte Lindau und Bregenz.

## Geschichte
Die Trudburg  genannte erste mittelalterliche Anlage stammt vermutlich aus dem 10. Jahrhundert, wurde bereits 1025 zerstört und zwischen 1040 und 1125 wieder aufgebaut. 1245 wurde als Besitzer ein Dienstmann Heinrich von Rugeburc  genannt, der vermutlich ein Ministeriale der Herren von Montfort zu Bregenz oder Tettnang war. 1430 gelangte die Burg in den Besitz der um Wangen begüterten Familie des Heinrich Vogt von Summerau.
1450 erwarb Graf Heinrich IX. von Werdenberg-Sargans zu Vaduz die Burg. Dessen Tochter Elisabeth ehelichte den berüchtigten Raubritter Hans von Rechberg, der damit neben seinem Schwiegervater zum Teilinhaber wurde. Rechberg, der sich Ritter nannte, aber nie zum Ritter geschlagen worden war, führte auch von dort seine Raubzüge gegen Kaufleute und war in kriegerische Auseinandersetzungen mit den schwäbischen Städten (Ulm, Lindau, Wangen, Ravensburg, Isny, Leutkirch, Memmingen, Kempten und Biberach) verwickelt, die sich 1452 zu einer Notgemeinschaft zusammentaten und mit 600 Mann unter Führung von Memminger Hauptleuten die Ruggburg belagerten. Innerhalb von fünf Wochen zerstörten sie die Burg durch Beschuss. Hans von Rechberg konnte sich durch einen Geheimgang aus der brennenden Burg retten und wurde zwölf Jahre später bei einem Überfall auf ein Schwarzwalddorf tödlich verwundet.
Weitere Angaben zu den Auseinandersetzungen siehe unter Herrschaft Eisenburg#Heinrich, der Räuber
1529 und noch einmal 1825 stürzten große Teile der Ruine den westlichen Steilhang hinunter. An der Abbruchkante steht noch die hochaufragende einsturzgefährdete Ostseite des Bergfriedes. 1944 gab es einen Toten und einen Schwerverletzten durch einstürzende Mauerteile.
Die Burgruine steht heute unter Denkmalschutz (Listeneintrag), das Gelände der Ruine ist in Privatbesitz.

## Baubeschreibung
Die zweiteilige, 75 Meter lange Burganlage liegt an der dem Bodensee zugerichteten Westspitze eines Bergrückens, etwa 290 Meter westnordwestlich der gleichnamigen Ortschaft Ruggberg in 665 m ü. A. Höhe. Die Kernburg der Anlage befindet sich an der Spitze des Bergrückens und ist durch einen Halsgraben von der östlich davor gelegenen, ausgedehnten Vorburg getrennt.
Im früheren Zentrum der Kernburg stand frei der Bergfried, allerdings ist durch mehrere Bergrutsche der Westteil der Kernburg sowie der des Bergfriedes zerstört worden. Vom Bergfried hat sich nur noch die ruinöse, 12,20 Meter lange Ostseite erhalten, sie besteht aus lagerhaften Mauerwerk mit unterschiedlichen Bruchsteinformaten und noch teilweise erhaltener Eckquaderung. Die Kernburg ist von einer Ringmauer umgeben, in deren Südseite ein Wohngebäude, möglicherweise der Palas, eingebunden war.
60 Meter östlich der Burganlage liegt als Annäherungshindernis an der Auffahrt zur Vorburg ein tiefer äußerer Graben. Der von Nordosten über diesen Graben kommende Burgweg führt südlich eines Dreiecksturmes in die Vorburg. Dieser bastionsartige Geschützturm stammt aus dem zweiten Viertel des 15. Jahrhunderts. Von der Vorburg haben sich neben dem Turm nur spärliche Mauerreste, vor allem der Ringmauer, erhalten.